# 昇平社學舊址
昇平社學舊址也是義勇祠的所在地，位於中國廣東省廣州市廣州市白雲區石井街道石井社区石潭路升平下街11号11、13號。建於1842年，鸦片战争前，社学为“延师儒以教弟子”、“敦教化”、“厚风俗”的“绅耆讲睦之所”。鸦片战争时期，升平社学成了各乡社学和民众斗争组织的领导团体。1854年至1855年间(咸丰四年至五年)，陈开、李文茂等领导的“红巾军”在珠江三角洲起义，很多原社学群众加入到起义军中，原社学中上层则“退居自保”，停止了斗争。以后，具有团练性质的社学在记载中即不再出现。1985年8月27日，列入廣東省文物保護單位名單。

## 義勇祠
三元里抗英期間，何景才、谢恒标等20余人因抗英而戰死。1841年，两广总督批准在牛栏冈建立義勇祠紀念殉難人員。1854年毀於广州红巾军李文茂起义。1866年，升平社学在石井本社学旁重建义勇祠。